# Aime-la-Plagne
Aime-la-Plagne – gmina we Francji, w regionie Owernia-Rodan-Alpy, w departamencie Sabaudia. W 2013 roku liczba ludności wynosiła 4395 mieszkańców. Przez gminę przepływa rzeka Isère. 
Gmina została utworzona 1 stycznia 2016 roku z połączenia trzech ówczesnych gmin: Aime, Granier oraz Montgirod. Siedzibą gminy została miejscowość Aime.